# Mittelstenahe
Mittelstenahe är en kommun och ort i Landkreis Cuxhaven i förbundslandet Niedersachsen i Tyskland.
Kommunen ingår i kommunalförbundet Samtgemeinde Börde Lamstedt tillsammans med ytterligare fyra kommuner.